# Saulx-lès-Champlon
Saulx-lès-Champlon là một commune thuộc tỉnh Meuse trong vùng Grand Est đông nam nước Pháp.